# Seiichi Negishi
Seiichi Negishi (根岸 誠一 Negishi Seiichi?), född 20 april 1969, är en japansk tidigare fotbollsspelare.
I januari 1989 blev han uttagen i Japans herrlandslag i futsal till Världsmästerskapet i futsal 1989.